# Universität Linz

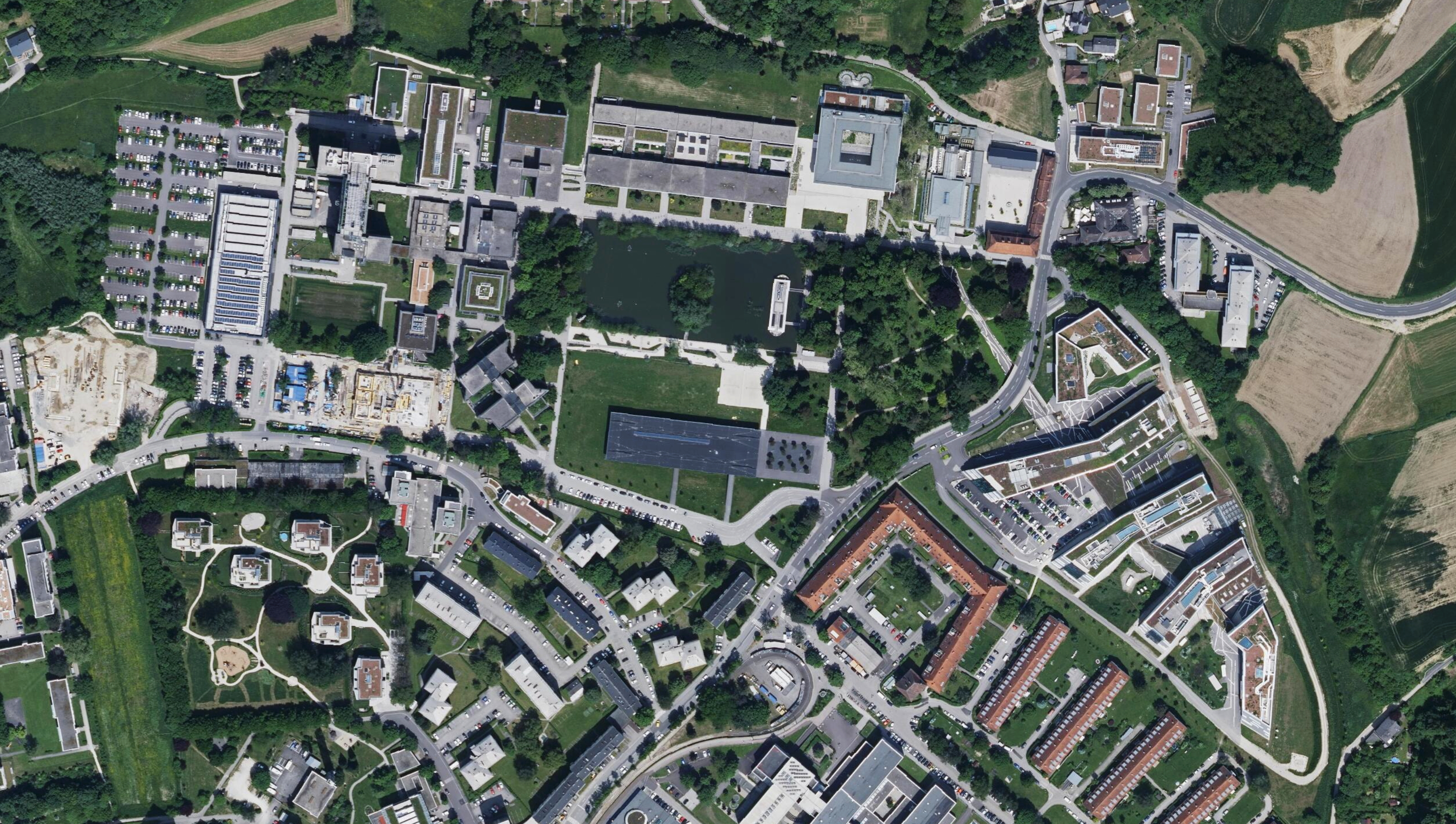
Luftbild (2023)

Die Universität Linz (Langname Johannes Kepler Universität Linz, kurz JKU) ist mit rund 24.000 Studierenden die größte Bildungs- und Forschungseinrichtung in Oberösterreich. Sie befindet sich in Linz im statistischen Bezirk Dornach-Auhof im Nordosten der Stadt und ist als Campusuniversität angelegt.
Die Universität wurde am 8. Oktober 1966 als Hochschule für Sozial- und Wirtschaftswissenschaften eröffnet und nahm zwei Tage später ihren Lehrbetrieb auf. Sie gehört damit zu den jüngsten Universitäten Österreichs. Am 1. Oktober 1975 wurde sie in Johannes Kepler Universität Linz umbenannt. Der Namenspate Johannes Kepler hatte an der Linzer Landschaftsschule zwischen 1612 und 1626 als Mathematicus gelehrt.

## Geschichte

### 1574–1945: Vorgeschichte
Die Geschichte der Linzer Hochschule reicht bis ins 16. Jahrhundert zurück. Ab 1574 wurde das Linzer Landhaus als Adeliche Landt-Schuele (auch Landschaftsschule) genutzt. An dieser Schule lehrte Johannes Kepler von 1612 bis 1626. Im Rahmen der Gegenreformation musste er 1626 die Stadt in Richtung Regensburg verlassen, da er sich weigerte, zum katholischen Glauben zu wechseln. Nach der Schließung der Schule wurde diese ab 1629 vom Jesuitenorden mit ihrer 1608 gegründeten Lateinschule vereinigt und weitergeführt. Das Studienangebot wurde danach von philosophischen Studien auf juridische und theologische erweitert.
1669 wurde das Linzer Gymnasium um ein Lyzeum für höhere Studien erweitert. Dieses wurde 1777 in das k. k. academische Gymnasium (heute: Akademische Gymnasium) und das k. k. Lyceum aufgeteilt. 1773 wurde der Jesuitenorden verboten, was zur Schließung seiner Schule führte. Teile davon gingen im Lyceum auf. Eine ab 1775 eingerichtete medizinische Ausbildung wurde 1808 wieder beendet. 1810 kam auch das Aus für die juridische und die politische Fakultät. Die philosophische Fakultät wurde 1849 aufgelöst; die verbliebene theologische Fakultät in die Verantwortung der Diözese übergeben.
In den Folgejahren wurde versucht, wieder eine Hochschule nach Linz zu bringen. Viele derartige Versuche und Initiativen unterschiedlicher Zielsetzung blieben erfolglos. Während des Zweiten Weltkrieges wurden die Pläne zur Errichtung einer Technischen Hochschule konkreter. 1943 wurde der provisorische Betrieb eines Architekturstudiums der Technischen Hochschule Linz im Stift Wilhering aufgenommen.

### 1945–1966: Gründungsphase
Nach dem Zweiten Weltkrieg wurden die Bemühungen intensiviert. Ab 1949 wurde die Gründung einer technischen Hochschule gefordert. In der Linzer Volkshochschule wurden ab 1951 Vorlesungen abgehalten. Durch geänderte Marktbedingungen änderte sich der Wunsch langsam in Richtung einer Sozial- und Wirtschaftswissenschaftlichen Hochschule. 1959 wurde von der Stadt Linz, dem Land Oberösterreich und weiteren Institutionen das Kuratorium Hochschule für Sozialwissenschaften in Linz gegründet, das die weitere Planung vorantreiben sollte. Die Konstituierung fand am 14. März statt. 1962 wurde das Kuratorium per Bundesgesetz in den heute noch bestehenden Linzer Hochschulfonds umgewandelt.
Der entscheidende Durchbruch gelang 1962 durch die Erlassung eines Bundesgesetzes zur Gründung einer Hochschule für Sozial- und Wirtschaftswissenschaften in Linz. Am 3. Juli 1964 erfolgte der Spatenstich für die ersten Gebäude (heutiges „Keplergebäude“, Mensa, Juridicum), die am Gelände des Schlosses Auhof errichtet wurden. 1965 wurde vom Nationalrat die Erweiterung der Hochschule um eine Technisch-Naturwissenschaftliche Fakultät (TNF) beschlossen. Im Zuge dessen wurden weitere Gebäude geplant und errichtet, wie das Physikgebäude oder der heute noch den Campus prägende 13-stöckige TNF-Turm mit T-förmigem Grundriss.
Am 19. Oktober 1965 konstituierte sich das Professorenkollegium erstmals. Die Gruppe aus den vier zu diesem Zeitpunkt berufenen Professoren – Erich Bodzenta (Soziologie), Ludwig Fröhler (Öffentliches Recht), Josef Kolbinger (Betriebswirtschaftslehre) und Rudolf Strasser (Privatrecht, Arbeitsrecht und Sozialrecht) – wählte Ludwig Fröhler zum Rektor. 1966 wurde die Einrichtung eines rechtswissenschaftlichen Studiums an der Hochschule beschlossen.

### 1966 bis heute: Forschungs- und Lehrbetrieb
Die Eröffnung durch Bundespräsident Franz Jonas fand am 8. Oktober 1966 statt, am 10. Oktober begann der Studienbetrieb. Die anfänglichen Studienrichtungen waren Soziologie, Sozialwirtschaft, Volkswirtschaft, Betriebswirtschaft und Rechtswissenschaft an der Sozial- und Wirtschaftswissenschaftlichen Fakultät. Mit Sozial- und Wirtschaftsstatistik (1968) sowie Wirtschaftspädagogik (1970) folgten weitere Studienrichtungen. Der Studienbetrieb an der Technisch-Naturwissenschaftlichen Fakultät wurde 1969 aufgenommen. 1975 wurde die Rechtswissenschaftliche Fakultät als eigenständig etabliert. 2014 wurde die JKU um die Medizinische Fakultät erweitert.
Heute besteht die JKU aus den vier Fakultäten Technik und Naturwissenschaften, Wirtschaft und Gesellschaft, Recht, Medizin und den sechs Schools Linz Institute of Technology (LIT), Linz School of Education (SoE), Business School (BUS), Kurt Rothschild School of Economics and Statistics (ROSES), School of Social Sciences and Humanities (SSSH) und Linz Institute for Transformative Change (LIFT_C). 

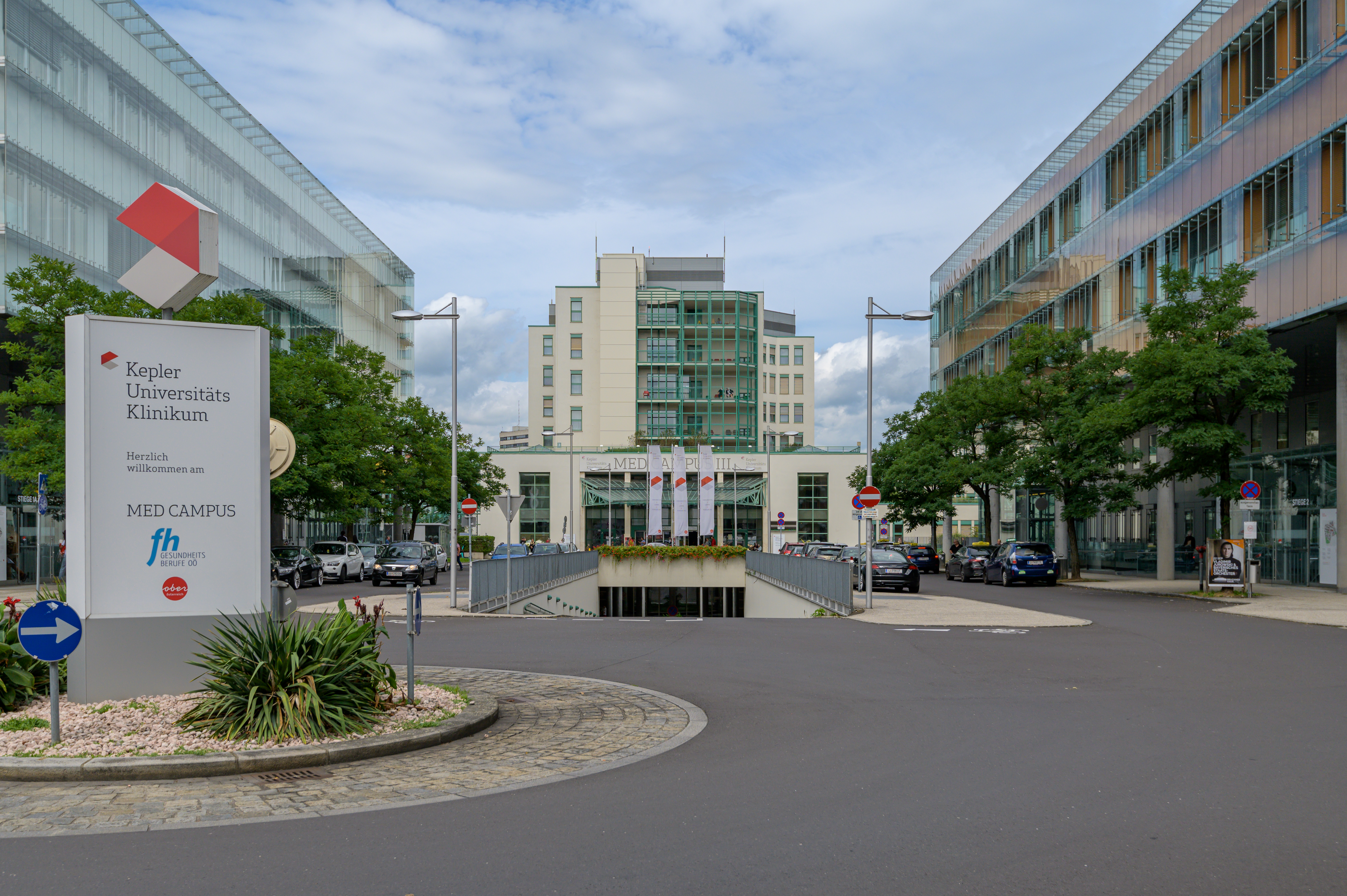
Universitätsklinikum

Das Studium der Humanmedizin wurde erstmals in Österreich im Bachelor-Master-System angeboten. Anstelle der herkömmlichen fächerbasierten Lehre ist es nach organ- und themenzentrierten Modulen aufgebaut. Die Forschungsschwerpunkte liegen auf Allgemeinmedizin und Versorgungsforschung. Mit dem JKU medSPACE, der Hörsaal, Labor, Forum und  Bühne zugleich ist, wurde eine neue Art Medizin zu lehren etabliert. CT- oder MRT-Scans können als riesige, dreidimensionale  Bildwelten erkundet werden – in 14 mal 7 Meter Größe und in 8K  Bildauflösung. Die Medizinische Fakultät war anfangs in der Huemerstraße situiert und zog im Herbst 2021 in das neu errichtete Lehr- und Forschungsgebäude „Med Campus I“ am Gelände des Kepler Universitätsklinikums. Der vom Wiener Architekten Peter Lorenz konzipierte Campus der Medizinischen Fakultät wurde im September 2021 eröffnet. Die Bauzeit betrug rund dreieinhalb Jahre, die Kosten beliefen sich auf 105,4 Millionen Euro. Die praktische Ausbildung findet am „Kepler Universitätsklinikum“ statt. Im Endausbau 2028 werden 1.800 Studierende an der Medizinischen Fakultät studieren.
2015 wurde mit dem LIT (Linz Institute of Technology) die erste von sechs Schools gegründet. Das LIT steht für technologische Forschung nach einem ganzheitlichen Ansatz. Im Vordergrund der wissenschaftlichen Auseinandersetzung steht nicht alleine die technische Innovation, sondern auch ihre gesellschaftlichen, wirtschaftlichen, gesundheitlichen und rechtlichen Rahmenbedingungen und Folgen. Dabei sind viele Unternehmen Kooperationspartner. In Planung sind Studienrichtungen und Forschungsschwerpunkte, die sich vermehrt mit der Digitalisierung und einer automatisierten Welt beschäftigen.
2016 folgte die Gründung der Linz School of Education. Hier wird die Pädagogenbildung fakultätsübergreifend koordiniert. Die Experten beschäftigen sich mit der zentralen Aufgabe der Lehre und auch mit bildungswissenschaftlicher und fachdidaktischer Forschung zu Fragen der Lehrerbildung, des Lernens und Lehrens an Schulen.
2019 wurde die JKU Business School gegründet. Sie bündelt das wirtschaftswissenschaftliche Studienangebot und versteht sich als regional verankerter wissenschaftlicher Knotenpunkt zwischen Forschung, Lehre und Praxis mit internationaler Ausrichtung – eingebettet in das technologieorientierte Umfeld der JKU.
2021 wurde die Kurt Rothschild School of Economics and Statistics gegründet. Benannt nach Kurt W. Rothschild, einem der führenden Ökonomen der Nachkriegszeit und ehemaligem JKU-Rektor, betreibt die School Forschung von internationaler Exzellenz in den Bereichen Epidemiologie & Public Health, Zukunft der Arbeit und Data Science und führt so empirische Wirtschaftsforschung mit statistischen Methoden, Big Data und Digitalisierung zusammen.
2023 folgte die Gründung der School of Social Sciences and Humanities (SSSH). Die School of Social Sciences and Humanities trägt mit ihren Aktivitäten in Forschung, Lehre und Wissenstransfer zu einer wissenschaftlich und gesellschaftspolitisch verantwortlichen Auseinandersetzung mit aktuellen gesellschaftlichen Entwicklungen bei. 
Das Linz Institute for Transformative Change (LIFT_C) ist die sechste School. Sie ist ein neuer Knotenpunkt für die interdisziplinäre Forschung zu Transformationsprozessen an der Johannes Kepler Universität.

## Campus

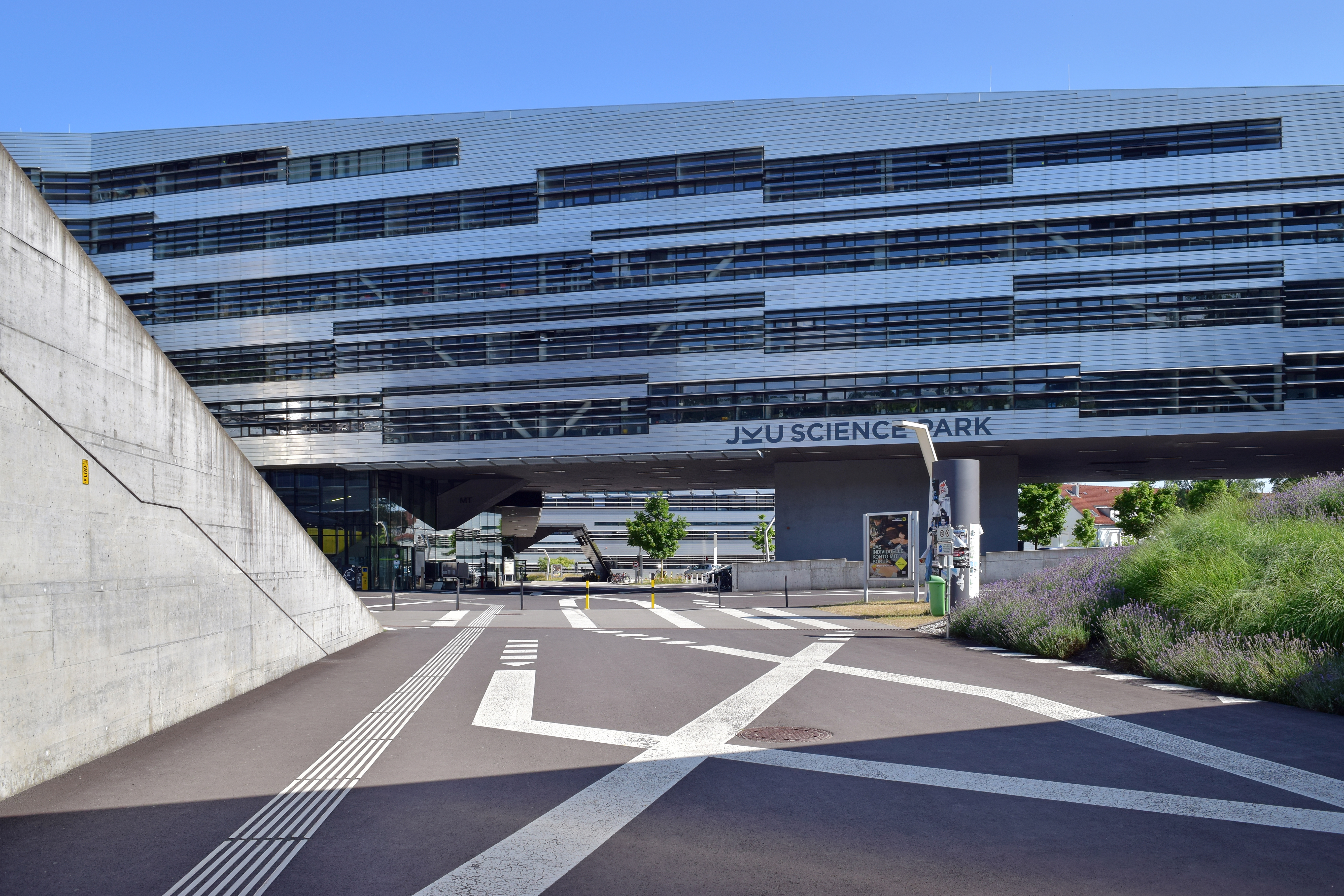
JKU Science Park 1, gesehen aus der Unterführung der Altenbergerstraße

Der 365.000 m² große Campus der JKU befindet sich im Bezirk Dornach-Auhof. Die Gebäude der Universität sind in einer Parkanlage rund um einen Teich angelegt.
Der Campus wurde 2009 um den JKU Science Park erweitert. 2012 wurde der dritte Gebäudeteil fertiggestellt, Die Bauteile 4 und 5 wurden im Sommer 2021 bezugsfertig. Der JKU Science Park hat eine Nettofläche von 14.000 m2. In den weiteren Gebäuden sind Partnerfirmen der JKU, Institute anderer Fachbereiche der Technisch-Naturwissenschaftlichen Fakultät sowie Teile der zentralen Verwaltung im JKU Science Park untergebracht.

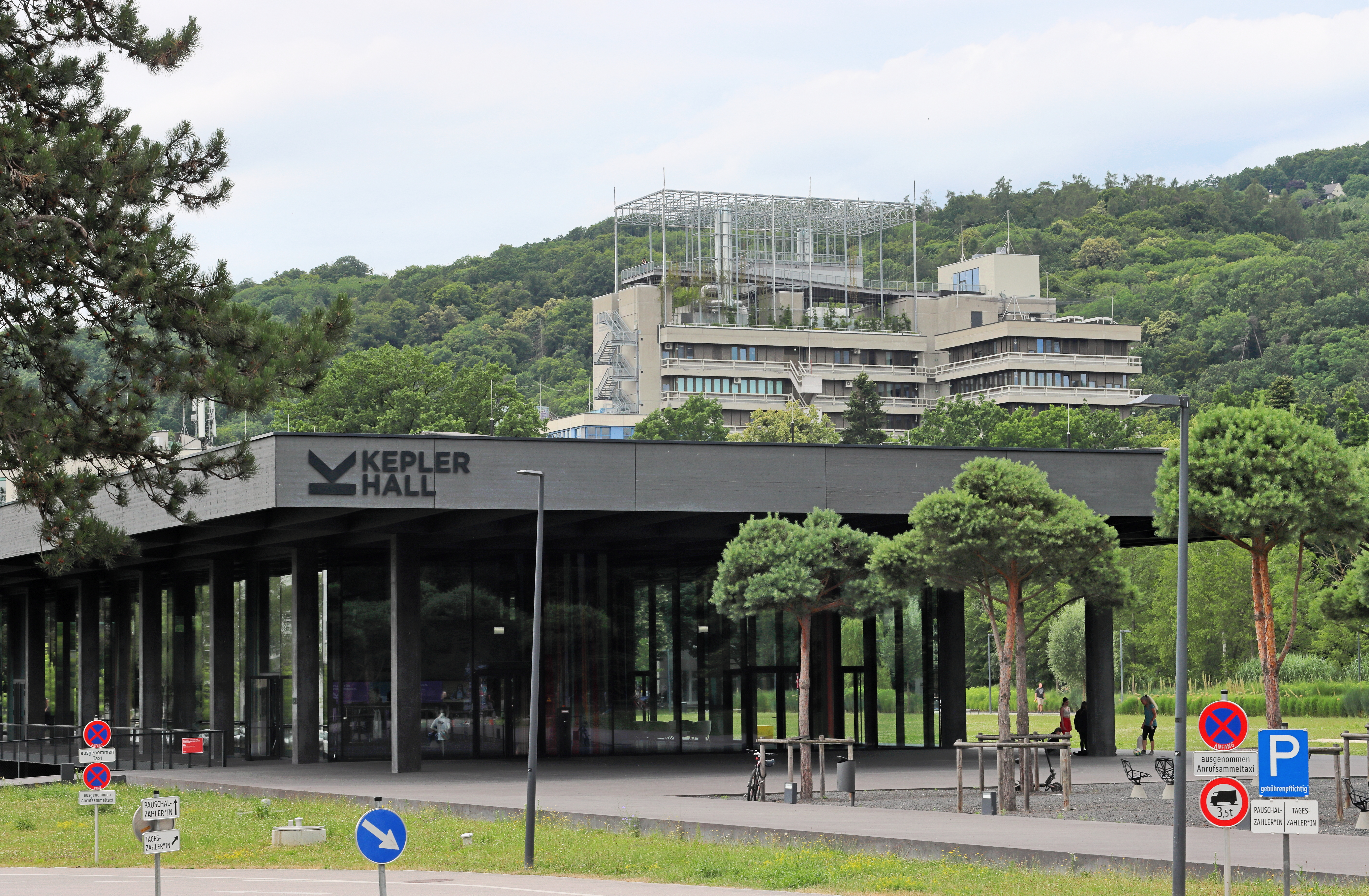
Kepler Hall und TNF-Turm

Baulich wird der Campus laufend weiterentwickelt. 2019 wurden das LIT Open Innovation Center, das Learning Center / Library und das Somnium am Dach des TNF-Turms fertiggestellt. 2020 folgte mit der Kepler Hall das neue Entrée der JKU, das auch das Universitätssportinstitut (USI), ein Fitnesscenter und den JKU-Merchandiseshop beherbergt. 2021 wurde der Zirkus des Wissens, der Kindern die Wissenschaft näher bringen soll, eröffnet. Im Herbst 2024 wurde das House of Schools 1 eröffnet. Es sind weitere Gebäude in Planung.

### Verkehr

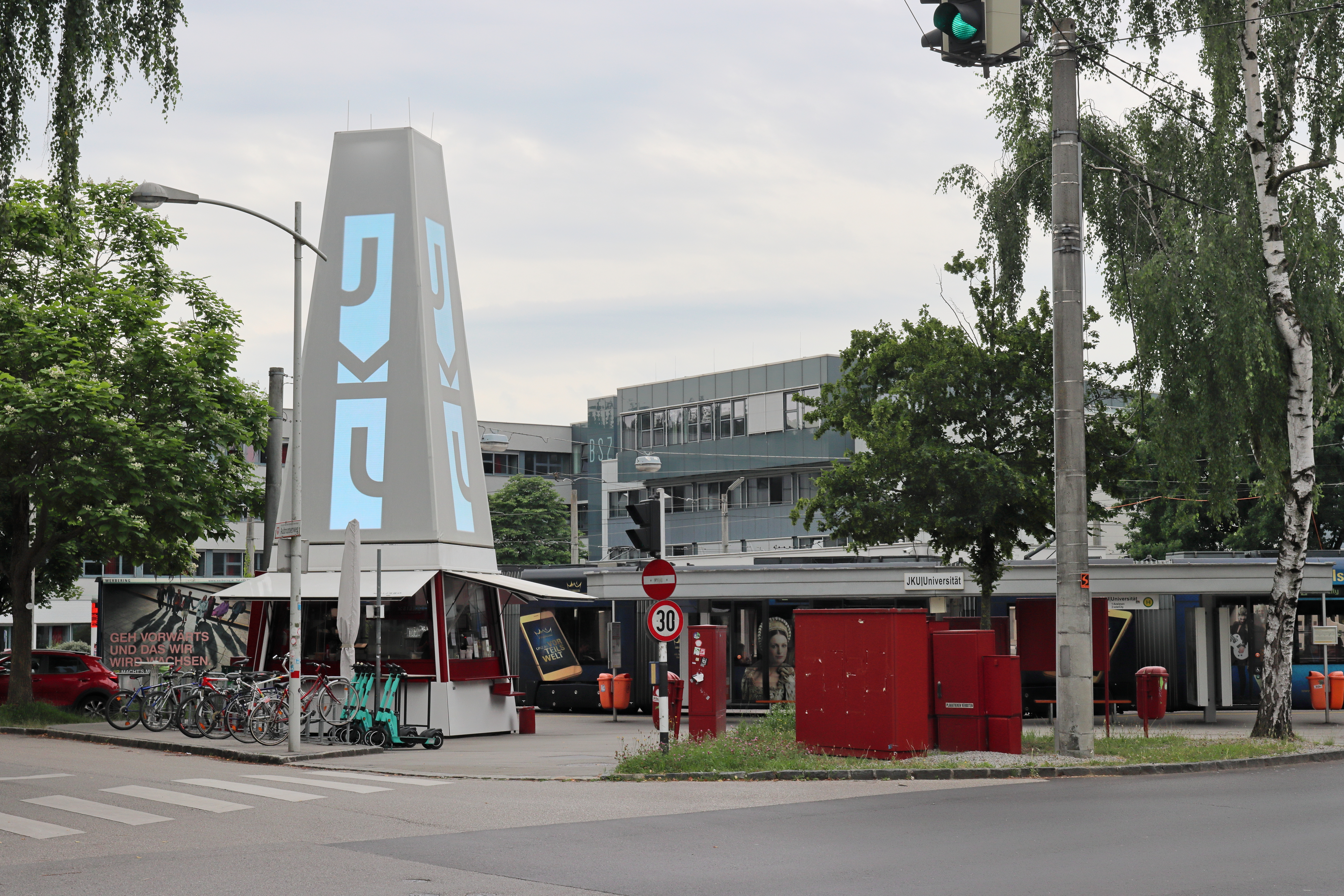
Die Haltestelle JKU Universität der Linien 1 und 2

Der Campus ist mit den Straßenbahnlinien 1 und 2 und der Schnellbuslinie 77 direkt an das öffentliche Linzer Verkehrsnetz der Linz AG angebunden. In der HVZ verkehren die Straßenbahnlinien kombiniert im 3¾-Minuten-Takt, eine Fahrt in das Stadtzentrum (Hauptplatz) dauert etwa 16, bis zum Hauptbahnhof 23 Minuten. Eine Verlängerung der Straßenbahn an die zukünftige Haltestelle der S7 ist vorgesehen. Der Bus 77 fährt wenige Kurse in der Morgenspitze rund um 8 Uhr zwischen Bahnhof und Universität Nord.
Weiters kann die JKU Linz mit dem etwa einem Kilometer entfernten Autobahnanschluss Dornach über die A7 Mühlkreisautobahn erreicht werden. Der Halbanschluss Auhof wurde im September 2024 fertiggestellt.
Am östlichen Ende der Uni soll eine Neubaustrecke – die RSB Linz – verlaufen. Die Strecke wird bis zur Uni zweigleisig, von Tramtrains bedient. Mit der Strecke ist frühestens nach der Fertigstellung der Strecke der S6 zu rechnen, was frühestens 2033 der Fall sein wird. 
Die Radroute parallel zum Nordufer der Donau (Damm) hilft das Univiertel am Nord-Ost-Rand der Stadt über eine weite Strecke autofrei zu erreichen. Straßen werden dabei mit Bachläufen unterquert. Schon 1 km weiter östlich liegt der zum Baden frei zugängliche Pleschinger See.

### Studierendenheime

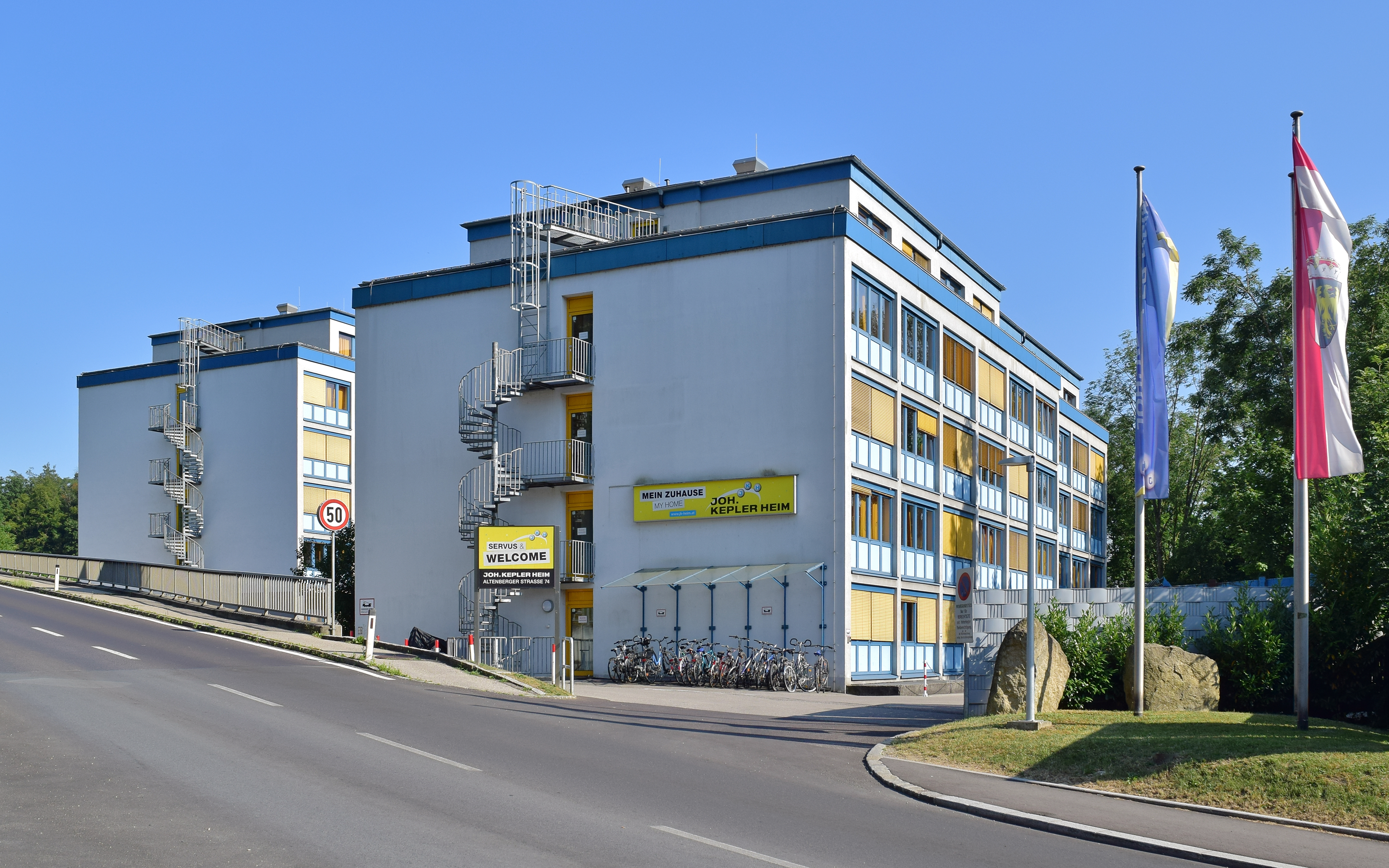
Johannes-Kepler-Heim

Mehrere Studierendenheime befinden sich im unmittelbaren Umfeld der Universität, darunter das Studierendenheim Franz Jägerstätter der KHG, das Johannes Kepler Heim, das WIST-Haus, das Internationale Studentenzentrum Julius-Raab, das Evangelische Studierendenheim Dietrich Bonhoeffer und das STUWO Student Housing. Verteilt über das Linzer Stadtgebiet befinden sich noch etwa zehn weitere Studierendenheime, wodurch Studierende in Linz gesamt über 3.100 Heimplätze zur Verfügung stehen.

### Gastronomie
Die größte gastronomische Einrichtung an der JKU ist der Mensa Markt, der unter dem Namen Mensarei zusätzlich ein Restaurant mit Bedienung betreibt. In den oberen Stockwerken des Mensagebäudes sind Veranstaltungs- und Konferenzräume eingerichtet, während sich im Untergeschoß das Linzer Uni Inn (LUI) befindet. An anderen Standorten am Campus befindet sich das Café Ch@t sowie seit 2012 das Science Café der Mensa und das Café Sassi. Die Katholische Hochschulgemeinde betreibt eine eigene Mensa in Universitätsnähe. Zudem gibt es direkt am Uniteich eine schwimmende Café-Bar, das Teichwerk. Seit 2020 gibt es einen JKU Würstelstand: Die* Obelisk befindet sich bei der Straßenbahnhaltestelle JKU Universität.

### Unternehmensfilialen am Campus
Von 2021 bis 2024 war direkt am Campus eine Filiale des Buchhandels Thalia gelegen, deren Angebot auf Studieninhalte ausgerichtet war. Im November 2024 eröffnete die Linzer Buchhandlung Neugebauer einen Standort am JKU Campus. Auch die Hochschülerschaft betreibt mit dem „ÖH-Shop“ ein auf Schreibwaren und Lernmaterialien ausgerichtetes Geschäft. Weiters befinden sich am Universitätsgelände Zweigstellen der Raiffeisenlandesbank Oberösterreich und der Sparkasse Oberösterreich. 2019 wurde eine SPAR-Filiale auf dem Universitätsgelände eröffnet.

### Rettungsdienstliche Versorgung
Im Untergeschoß des Managementzentrums befindet sich mit der Außenstelle Linz-Nord eine Dienststelle des Roten Kreuzes, die den Linzer Norden und somit auch den JKU-Campus rettungsdienstlich versorgt. Außerdem wurde 2019 ein First-Responder-System installiert: Wird ein Rettungsmittel zur JKU entsandt, werden zusätzlich freiwillige bereits am Campus anwesende First Responder alarmiert, die bis zum Eintreffen des Rettungsmittels die Erstversorgung übernehmen.

## Fakultäten und Studienrichtungen
Die Johannes Kepler Universität Linz besteht aus vier Fakultäten und vier Schools, die mehr als 100 Studienrichtungen und Universitätslehrgänge anbieten.

### Sozial- und Wirtschaftswissenschaftliche Fakultät (SoWi)
Die SoWi-Fakultät ist gemessen an der Anzahl der Studierenden und Absolventen die größte Fakultät der JKU. Sie setzt sich aus insgesamt 33 Instituten zusammen und bietet folgende Studienrichtungen an:
- Doktoratsstudium der Sozial- und Wirtschaftswissenschaften
- Sozialwirtschaft (Bachelor- und Masterstudium)
- Comparative Social Policy and Welfare (Masterstudium)
- Soziologie (Bachelor- und Masterstudium)
- Statistik (Bachelor- und Masterstudium)
- Wirtschaftsinformatik (Bachelor- und Masterstudium)
- Wirtschaftspädagogik (Diplomstudium)
- Wirtschaftswissenschaften (Bachelorstudium)
- Global Business (Masterstudium)
- General Management (Masterstudium (Optional MBA))
- Economics (Masterstudium)
- Management and Applied Economics (Masterstudium)

### Technisch-Naturwissenschaftliche Fakultät (TNF)
Derzeit gehören der TN-Fakultät 59 Institute an. Das Studienangebot umfasst:
- Doktoratsstudium der Technischen Wissenschaften
- Doktoratsstudium der Naturwissenschaften
- PhD Program in Transformation Studies. Art x Science. (gemeinsam mit Universität für angewandte Kunst Wien)
- Informatik (Bachelor- und Masterstudium)
- Artificial Intelligence (Bachelor- und Masterstudium)
- Elektronik und Informationstechnik (Bachelor- und Masterstudium)
- Kunststofftechnik (Bachelorstudium, mehrere Masterstudien)
- Lehramtsstudien für Mathematik, Physik, Chemie, Informatik und Informatikmanagement, Biologie und Umweltkunde
- Maschinenbau (Bachelor- und Masterstudium)
- Mechatronik (Bachelor- und Masterstudium)
- Medical Engineering (Bachelor-[25] und Masterstudium[26])
- Molekulare Biologie (Bachelor- und Masterstudium)
- Biological Chemistry (Bachelor- und Masterstudium)
- Technische Chemie (Bachelor- und Masterstudium)
- Polymer Chemistry (Masterstudium)
- Wirtschaftsingenieurwesen – Technische Chemie (Masterstudium)
- Technische Mathematik (Bachelorstudium, mehrere Masterstudien)

- Technische Physik (Bachelorstudium, mehrere Masterstudien)
- Naturwissenschaftliche Grundlagen der Technik (Bachelorstudium)[27]

### Rechtswissenschaftliche Fakultät (Re)
Die Re-Fakultät besteht gegenwärtig aus 21 Instituten und bietet sechs Studienrichtungen an:
- Doktoratsstudium der Rechtswissenschaften
- Diplomstudium Rechtswissenschaften (als Präsenzstudium oder Multimedia-Studium[28])
- Bachelorstudium Wirtschaftsrecht (gemeinsam mit Sozial- und Wirtschaftswissenschaftlicher Fakultät)
- Masterstudium Recht und Wirtschaft für Technikerinnen
- Masterstudium Steuerrecht und Steuermanagement
- Masterstudium Rechtswissenschaften

### Medizinische Fakultät (MED)
Der Studiengang Humanmedizin wird seit Herbst 2014 angeboten.
- Humanmedizin (Bachelorstudium, gemeinsam mit der Medizinischen Universität Graz)
- Humanmedizin (Masterstudium)

### Schools
- Linz Institute of Technology (LIT)
- Linz School of Education (SoE)
- JKU Business School (BUS)
- Kurt Rothschild School (RoSES)
- Linz Institute for Transformative Change (LIFT_C)
- School of Social Sciences and Humanities (SSSH)

### Geistes- und kulturwissenschaftliche sowie interdisziplinäre Studienrichtungen
- Doktoratsstudium der Geistes- und Kulturwissenschaften
- Kulturwissenschaften (Bachelorstudium) – gemeinsam mit der Kunstuniversität Linz, der Katholischen Privatuniversität Linz und der Anton Bruckner Privatuniversität
- Politische Bildung (Masterstudium)
- Digital Business Management (Masterstudium mit der FH Oberösterreich)
- Biological Chemistry (Bachelorstudium in Linz und Budweis)
- Medical Engineering (Bachelor- & Masterstudium)

### Fernstudienzentren
Die JKU unterhält mehrere Fernstudienzentren in Österreich, die die Studiengänge der Fernuniversität in Hagen betreuen und die Möglichkeit des Absolvierens der Studienberechtigungsprüfung, mit Fernlehrelementen bieten. Das Zentrum für Fernstudien Österreich ist derzeit an folgenden Standorten mit Studienzentren vertreten: Bregenz, Linz, Saalfelden, Villach und Wien. An allen Studienzentren wird (Einstiegs-)Beratung für das Fernstudium an der Fernuni Hagen angeboten und über Studienrichtungen und Voraussetzungen informiert.

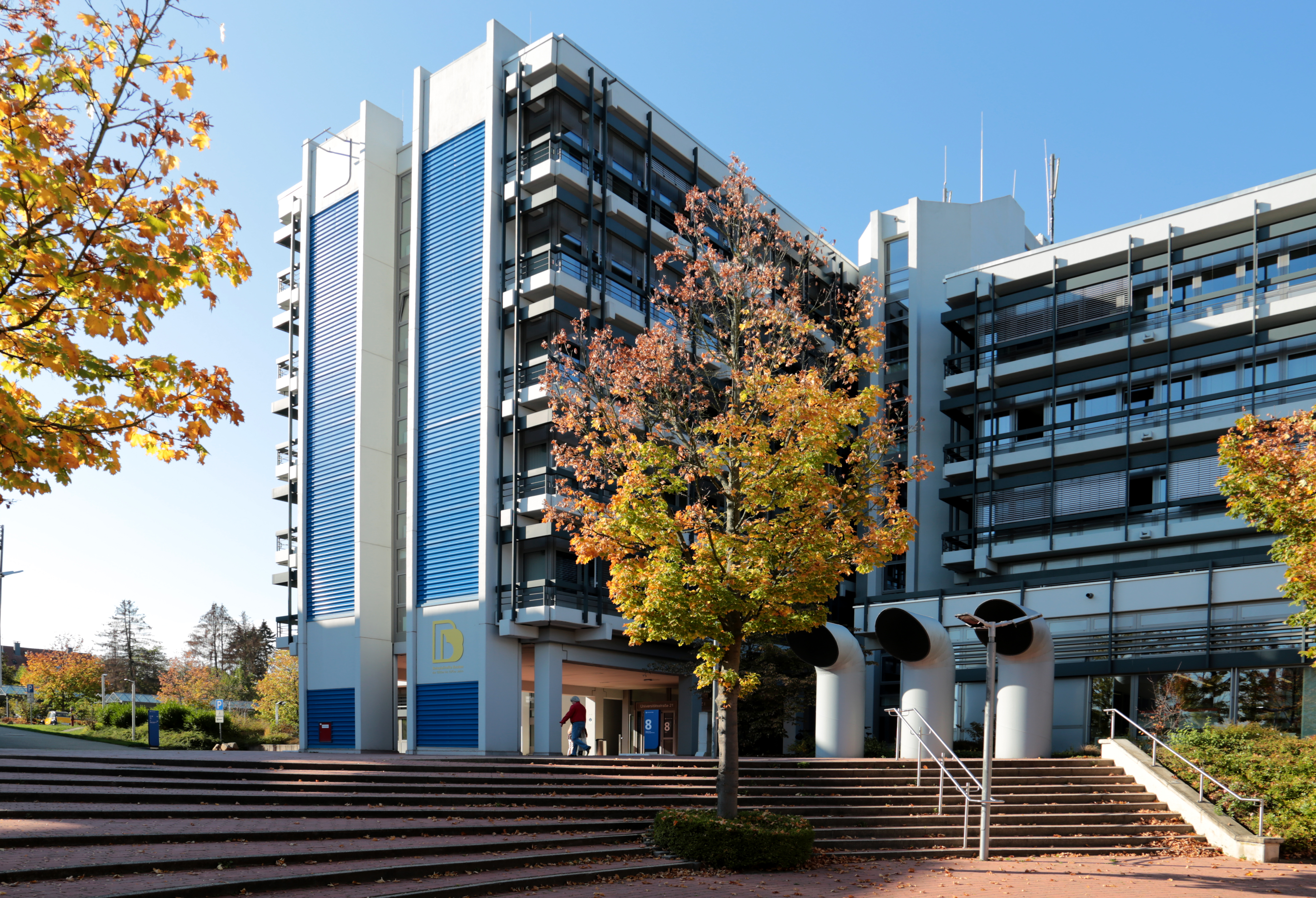
Hagener Campus

Seit dem Wintersemester 2010/11 ist ein Studienbeginn in Bachelorstudiengängen der Fernuni Hagen auch für beruflich Qualifizierte möglich. Seit Herbst 2021 ist Bregenz ein neuer Standort für die JKU Bachelor- & Masterfernstudien Artificial Intelligence (AI). Es ist eines der ersten AI-Studien Europas. In Österreich gibt es kein vergleichbares Studium. Bregenz ergänzt die Standorte Linz und Wien.

### Universitätsbibliothek
Die Universitätsbibliothek Linz ist die größte wissenschaftliche Bibliothek Oberösterreichs. Sie besteht aus der Hauptbibliothek, der Bibliothek Juridicum (Fakultätsbibliothek für Recht) sowie mehreren Fachbibliotheken und Beständen an Instituten, ist aber auch für die Öffentlichkeit zugänglich. Es werden Medien entsprechend den Fakultäten Recht, Sozial- und Wirtschaftswissenschaften sowie Technik und Naturwissenschaften erworben und großteils öffentlich zur Verfügung gestellt.

## Organisation
Nach § 20 Universitätsgesetz 2002 sind die obersten Organe aller österreichischen Universitäten der Universitätsrat, der Rektor und der Senat.

### Universitätsrat
Der Universitätsrat, in gewisser Weise mit einem Aufsichtsrat vergleichbar, setzt sich aus der Universität nicht angehörenden Personen zusammen. Er hat hauptsächlich Kontrollfunktionen über Vorgänge an der Universität. Die wichtigste operative Aufgabe ist die Wahl des Rektors aus einem Drei-Personen-Vorschlag des Senats.
In der Funktionsperiode 1. März 2023 bis 28. Februar 2028 setzt sich der Universitätsrat wie folgt zusammen: Katharina Pabel (Vorsitzender), Michael Strugl (Stellvertreter), Gertrude Kappel, Sabine Urnik, Reto Weiler, Eva Czernohorszky, Martin Fritz, Laura Wiesner, Ulrike Huemer.
In der Funktionsperiode 1. März 2018 bis 28. Februar 2023 setzte sich der Universitätsrat wie folgt zusammen: Heinrich Schaller (Vorsitzender), Michael Tissot (stellvertretender Vorsitzender), Julius Stieber, Gerhard Roiss, Sabine Urnik, Katharina Lehmayer, Kornelia Waitz-Ramsauer, Markus Hengstschläger, Elisabeth Engelbrechtsmüller-Strauss.

### Senat
Der Senat setzt sich aus Universitätsangehörigen zusammen. Den Vorsitz führt derzeit Ursula Rami. Folgende Personengruppen entsenden Vertreter in den sechsundzwanzigköpfigen Senat:
- Universitätsprofessoren: 13 Personen
- Universitätsassistenten: 6 Personen
- allgemeines Universitätspersonal: 1 Person
- Studierende: 6 Personen.

### Rektor
Seit 1. Oktober 2023 hat Stefan Koch dieses Amt inne.

#### Frühere Rektoren
(Quelle:)
- 1965–1967: Ludwig Fröhler
- 1967–1968: Adolf Adam
- 1968–1970: Rudolf Strasser
- 1970–1971: Gerhard Derflinger
- 1971–1972: Kurt Rothschild
- 1972–1974: Hans Bach
- 1974–1977: Helmut Paul
- 1977–1979: Rudolf Wohlgenannt
- 1979–1981: Peter Oberndorfer
- 1981–1983: Ernst Rudolf Reichl
- 1983–1985: Karl Vodrazka
- 1985–1987: Hans Dolinar
- 1987–1989: Hans Knapp
- 1989–1991: Ernest Kulhavy
- 1991–1996: Johannes Hengstschläger
- 1996–2000: Franz Strehl
- 2000–2007: Rudolf G. Ardelt
- 2007–2015: Richard Hagelauer
- 2015–2023: Meinhard Lukas

### Vizerektoren
- Vizerektor für Lehre und Studierende: Andreas Janko
- Vizerektor für Campusentwicklung, Digitalisierung und Nachhaltigkeit: Alexander Freischlager
- Vizerektorin für Forschung und Internationales: Alberta Bonanni
- Vizerektorin für Finanzen und Entrepreneurship: Christiane Tusek
- Vizerektorin für Medizin: Elgin Drda

### Vorsitzende der Hochschülerschaft der JKU
- 2013–2015: Michael Obrovsky (AG)
- 2015–2016: Markus Isaak (AG)
- 2016–2018: Helena Ziegler (AG)
- 2018–2020: Edin Kustura (AG)
- 2020–2021: Mario Hofer (AG)
- 2021–2023: Vanessa Fuchs (AG)
- 2023–2025: Phillip Bergsmann (AG)[39]
- Seit 2025: Markus Frandl (VSStÖ)